# Aloisia del Liechtenstein
Aloisia del Liechtenstein (nome completo in tedesco Aloysia Maria Gabriela Hyppolita; Lednice, 13 agosto 1838 – Vienna, 17 aprile 1920) è stata una principessa austriaca.

## Biografia

### Nascita
La principessa Aloisia nacque il 13 agosto 1838, nel castello di Lednice, come quarta figlia del principe Luigi II e della contessa Franziska Kinsky von Wchinitz und Tettau.

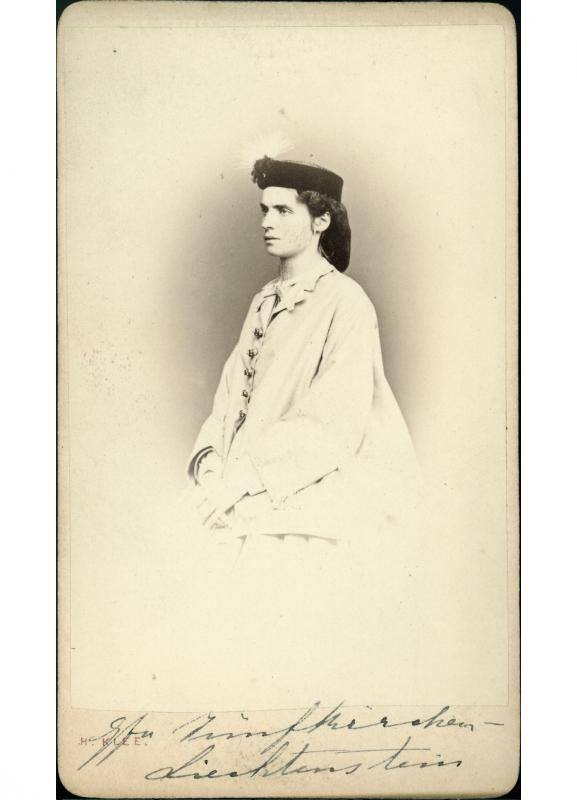
Aloisia del Liechtenstein

Era sorella minore di Maria (1834), Carolina (1836) e Sofia (1837) e maggiore di Ida (1839), Giovanni (1840), Francesca (1841), Enrichetta (1843), Anna Maria (1846), Teresa (1850) e Francesco (1853).

### Matrimonio

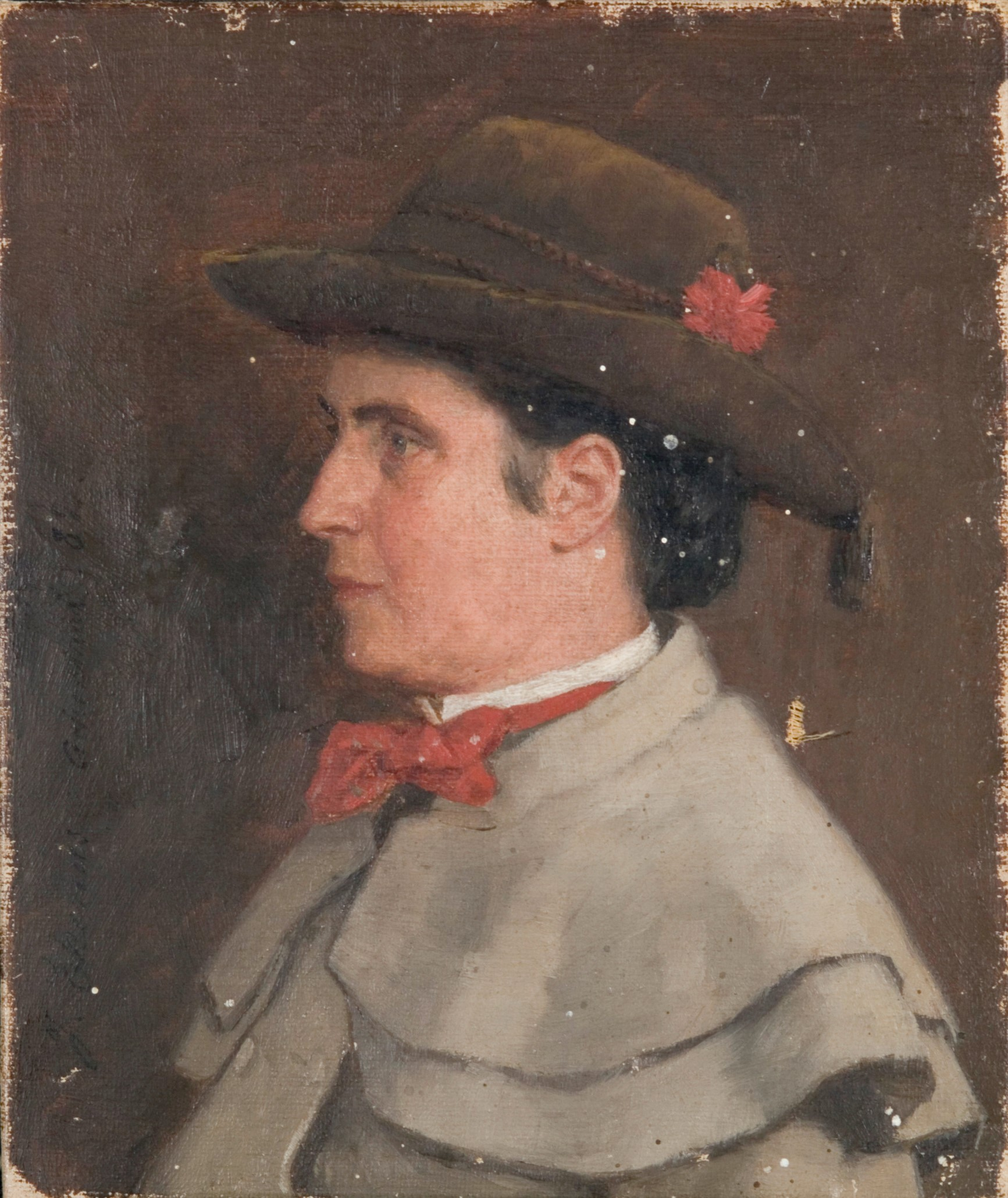
Aloisia in un ritratto del 1882 oggi esposto al Liechtenstein Museum

Sposò a Vienna il 22 maggio 1864 il conte Heinrich Gundaker von Fünfkirchen, di otto anni più grande di lei, figlio dei conti Otto Franz e Aloysia von Wurmbrand-Stuppach. Dal matrimonio non nacquero figli.

### Ultimi anni e morte
Rimase vedova il 2 gennaio 1885. Morì anni dopo, ottantunenne, il 17 aprile 1920. Fu sepolta nella cripta di famiglia del marito a Drasenhofen.

## Titoli e trattamento
- 13 agosto 1838 - 22 maggio 1864: Sua Altezza Serenissima, la principessa Aloisia del Liechtenstein
- 22 maggio 1864 - 2 gennaio 1885: Sua Altezza Serenissima, la contessa Aloisia di Fünfkirchen, principessa del Liechtenstein
- 2 gennaio 1885 - 17 aprile 1920: Sua Altezza Serenissima, la principessa Aloisia del Liechtenstein

## Ascendenza
|                                                            |                                      |                                                       | Genitori                                              |  |  | Nonni |  |  | Bisnonni                               |  |  | Trisnonni                  |  |
|                                                            |                                      |                                                       |                                                       |  |  |       |  |  | Francesco Giuseppe I del Liechtenstein |  |  | Emanuele del Liechtenstein |  |
|                                                            |                                      |                                                       |                                                       |  |  |       |  |  | Francesco Giuseppe I del Liechtenstein |  |  | Emanuele del Liechtenstein |  |
|                                                            |                                      | Maria Anna Antonia di Dietrichatein-Weichselstädt     |                                                       |  |  |       |  |  | Francesco Giuseppe I del Liechtenstein |  |  |                            |  |
| Giovanni I Giuseppe del Liechtenstein                      |                                      |                                                       |                                                       |  |  |       |  |  | Francesco Giuseppe I del Liechtenstein |  |  |                            |  |
|                                                            |                                      | Leopoldina di Sternberg                               | Francesco Filippo di Sternberg                        |  |  |       |  |  |                                        |  |  |                            |  |
|                                                            |                                      | Leopoldina di Sternberg                               | Francesco Filippo di Sternberg                        |  |  |       |  |  |                                        |  |  |                            |  |
|                                                            |                                      | Leopoldina di Sternberg                               | Maria Leopoldina di Starhemberg                       |  |  |       |  |  |                                        |  |  |                            |  |
| Luigi II del Liechtenstein                                 |                                      | Leopoldina di Sternberg                               |                                                       |  |  |       |  |  |                                        |  |  |                            |  |
|                                                            |                                      | Gioacchino Egon di Fürstenberg-Weitra                 | Ludovico Guglielmo Augusto Egon di Fürstenberg-Weitra |  |  |       |  |  |                                        |  |  |                            |  |
|                                                            |                                      | Gioacchino Egon di Fürstenberg-Weitra                 | Ludovico Guglielmo Augusto Egon di Fürstenberg-Weitra |  |  |       |  |  |                                        |  |  |                            |  |
|                                                            |                                      | Gioacchino Egon di Fürstenberg-Weitra                 | Maria Anna Fugger di Kirchberg-Weissenhorn            |  |  |       |  |  |                                        |  |  |                            |  |
| Giuseppa di Fürstenberg-Weitra                             |                                      | Gioacchino Egon di Fürstenberg-Weitra                 |                                                       |  |  |       |  |  |                                        |  |  |                            |  |
|                                                            |                                      | Sofia Maria di Oettingen-Wallerstein                  | Filippo Carlo di Oettingen-Wallerstein                |  |  |       |  |  |                                        |  |  |                            |  |
|                                                            |                                      | Sofia Maria di Oettingen-Wallerstein                  | Filippo Carlo di Oettingen-Wallerstein                |  |  |       |  |  |                                        |  |  |                            |  |
|                                                            |                                      | Sofia Maria di Oettingen-Wallerstein                  | Carlotta Giuliana di Oettingen-Baldern                |  |  |       |  |  |                                        |  |  |                            |  |
| Aloisia del Liechtenstein                                  |                                      | Sofia Maria di Oettingen-Wallerstein                  |                                                       |  |  |       |  |  |                                        |  |  |                            |  |
|                                                            | Giuseppe Kinsky di Wchinitz e Tettau | Francesco di Paola Ulrico Kinsky di Wchinitz e Tettau |                                                       |  |  |       |  |  |                                        |  |  |                            |  |
|                                                            | Giuseppe Kinsky di Wchinitz e Tettau | Francesco di Paola Ulrico Kinsky di Wchinitz e Tettau |                                                       |  |  |       |  |  |                                        |  |  |                            |  |
|                                                            | Giuseppe Kinsky di Wchinitz e Tettau | Maria Sidonia Teresa di Hohenzollern-Hechingen        |                                                       |  |  |       |  |  |                                        |  |  |                            |  |
| Francesco di Paola Giuseppe Kinsky von Wchinitz und Tettau | Giuseppe Kinsky di Wchinitz e Tettau |                                                       |                                                       |  |  |       |  |  |                                        |  |  |                            |  |
|                                                            |                                      | Maria Rosa di Harrach                                 | Ferdinando Bonaventura di Harrach                     |  |  |       |  |  |                                        |  |  |                            |  |
|                                                            |                                      | Maria Rosa di Harrach                                 | Ferdinando Bonaventura di Harrach                     |  |  |       |  |  |                                        |  |  |                            |  |
|                                                            |                                      | Maria Rosa di Harrach                                 | Maria Rosa di Harrach                                 |  |  |       |  |  |                                        |  |  |                            |  |
| Franziska Kinsky von Wchinitz und Tettau                   |                                      | Maria Rosa di Harrach                                 |                                                       |  |  |       |  |  |                                        |  |  |                            |  |
|                                                            |                                      | Rodolfo di Wrbna e Freudenthal                        | Eugenio Venceslao Giuseppe di Wrbna e Freudenthal     |  |  |       |  |  |                                        |  |  |                            |  |
|                                                            |                                      | Rodolfo di Wrbna e Freudenthal                        | Eugenio Venceslao Giuseppe di Wrbna e Freudenthal     |  |  |       |  |  |                                        |  |  |                            |  |
|                                                            |                                      | Rodolfo di Wrbna e Freudenthal                        | Maria Teresa Kollonitz di Kollegrád                   |  |  |       |  |  |                                        |  |  |                            |  |
| Teresa di Wrbna e Freudenthal                              |                                      | Rodolfo di Wrbna e Freudenthal                        |                                                       |  |  |       |  |  |                                        |  |  |                            |  |
|                                                            |                                      | Maria Teresa Aloisia di Kaunitz-Rietberg-Questenberg  | Domenico Andrea di Kaunitz-Rietberg-Questenberg       |  |  |       |  |  |                                        |  |  |                            |  |
|                                                            |                                      | Maria Teresa Aloisia di Kaunitz-Rietberg-Questenberg  | Domenico Andrea di Kaunitz-Rietberg-Questenberg       |  |  |       |  |  |                                        |  |  |                            |  |
|                                                            |                                      | Maria Teresa Aloisia di Kaunitz-Rietberg-Questenberg  | Bernardina di Plettenberg-Wittem                      |  |  |       |  |  |                                        |  |  |                            |  |
|                                                            |                                      | Maria Teresa Aloisia di Kaunitz-Rietberg-Questenberg  |                                                       |  |  |       |  |  |                                        |  |  |                            |  |